# La Voulte-sur-Rhône
La Voulte-sur-Rhône è un comune francese di 5 112 abitanti situato nel dipartimento dell'Ardèche, della regione dell'Alvernia-Rodano-Alpi.

## Società

### Evoluzione demografica
Abitanti censiti